# Cotapata-Nationalpark
Der Nationalpark Cotapata (Parque nacional y área natural de manejo integrado Cotapata (PN y ANMI Cotapata))  ist ein bolivianischer Nationalpark mit einer Fläche von 400 km². Der Nationalpark wurde 1993 gegründet.

## Geographie
Der Nationalpark liegt im Nordwesten des Departamento La Paz im Municipio La Paz in der Provinz Murillo und im Municipio Coroico in der Provinz Nor Yungas, etwa 50 Kilometer entfernt von der Metropole La Paz. Die Parkregion beginnt bei den Gipfeln des Manquilizani (5.324 m), des Telata (5.336 m) und des Illampú (5.519 m) im Westen, umfasst weite Teile des Beckens des Río Huarinilla, und reicht im Osten bis zur Mündung des Huarinilla in den Río Elena (etwa 1000 m).

## Fauna
Unter den 204 registrierten Arten im Park befinden sich die bedrohten Arten Puma, Bergkatze, Brillenbär, Schwarzgesichtklammeraffe, Nordandenhirsch, Halsbandpekari, Pakarana, Creightons Schlankbeutelratte, Andenklippenvogel, Isidoradler (Oroaetus isidori), Fettschwalm, Andenguan (Penelope montagnii), Sichelguan (Chamaepetes goudotti); weitere vorkommende Vögel sind Schwarzbauch-Andenkolibri, Grauameisenschlüpfer (Myrmotherula grisea), Grallaria erythrotis, Schizoeaca harterti sowie einige Tyrannenarten.

## Flora
Es wurden im Park 820 Pflanzenarten registriert, die geschätzte Zahl beläuft sich auf 1800.